# Kanton Saint-Jean-de-Maurienne
Der Kanton Saint-Jean-de-Maurienne ist seit 1860 ein französischer Wahlkreis im Département Savoie in der Region Auvergne-Rhône-Alpes. Er umfasst 26 Gemeinden im Arrondissement Saint-Jean-de-Maurienne und hat seinen Hauptort (frz.: bureau centralisateur) in Saint-Jean-de-Maurienne. Im Rahmen der landesweiten Neuordnung der Kantone 2015 wurde er mit dem Kanton La Chambre zusammengelegt.

## Gemeinden
Der Kanton besteht aus 26 Gemeinden mit insgesamt 21.691 Einwohnern (Stand: 2022) auf einer Gesamtfläche von 632,34 km²:
| Gemeinde                       | Einwohner 1. Januar 2022 | Fläche km² | Dichte Einw./km² | Code INSEE | Postleitzahl |
| ------------------------------ | ------------------------ | ---------- | ---------------- | ---------- | ------------ |
| Albiez-le-Jeune                | 141                      | 12,45      | 11               | 73012      | 73300        |
| Albiez-Montrond                | 366                      | 48,58      | 8                | 73013      | 73300        |
| Fontcouverte-la-Toussuire      | 482                      | 21,52      | 22               | 73116      | 73300        |
| Jarrier                        | 502                      | 17,79      | 28               | 73138      | 73300        |
| La Chambre                     | 1.191                    | 3,20       | 372              | 73067      | 73130        |
| La Chapelle                    | 327                      | 12,28      | 27               | 73074      | 73660        |
| La Tour-en-Maurienne           | 1.091                    | 40,96      | 27               | 73135      | 73300        |
| Les Chavannes-en-Maurienne     | 216                      | 4,69       | 46               | 73083      | 73660        |
| Montricher-Albanne             | 477                      | 27,99      | 17               | 73173      | 73870        |
| Montvernier                    | 237                      | 6,68       | 35               | 73177      | 73300        |
| Notre-Dame-du-Cruet            | 221                      | 1,90       | 116              | 73189      | 73130        |
| Saint-Alban-des-Villards       | 88                       | 24,02      | 4                | 73221      | 73130        |
| Saint-Avre                     | 895                      | 3,64       | 246              | 73224      | 73130        |
| Saint-Colomban-des-Villards    | 138                      | 81,12      | 2                | 73230      | 73130        |
| Saint-Étienne-de-Cuines        | 1.193                    | 20,50      | 58               | 73231      | 73130        |
| Saint François Longchamp       | 487                      | 60,68      | 8                | 73235      | 73130        |
| Saint-Jean-d’Arves             | 271                      | 75,60      | 4                | 73242      | 73530        |
| Saint-Jean-de-Maurienne        | 7.524                    | 11,51      | 654              | 73248      | 73300        |
| Saint-Julien-Mont-Denis        | 1.510                    | 33,04      | 46               | 73250      | 73870        |
| Saint-Martin-sur-la-Chambre    | 530                      | 4,69       | 113              | 73259      | 73130        |
| Saint-Pancrace                 | 305                      | 5,59       | 55               | 73267      | 73300        |
| Saint-Rémy-de-Maurienne        | 1.263                    | 44,26      | 29               | 73278      | 73660        |
| Saint-Sorlin-d’Arves           | 347                      | 39,00      | 9                | 73280      | 73530        |
| Sainte-Marie-de-Cuines         | 840                      | 14,95      | 56               | 73255      | 73130        |
| Villarembert                   | 245                      | 9,58       | 26               | 73318      | 73300        |
| Villargondran                  | 804                      | 6,12       | 131              | 73320      | 73300        |
| Kanton Saint-Jean-de-Maurienne | 21.691                   | 632,34     | 34               | 7317       | –            |

Bis zur Neuordnung gehörten zum Kanton Saint-Jean-de-Maurienne die 16 Gemeinden Albiez-Montrond, Albiez-le-Jeune, Fontcouverte-la-Toussuire, Hermillon, Jarrier, Le Châtel, Montricher-Albanne, Montvernier, Pontamafrey-Montpascal, Saint-Jean-de-Maurienne, Saint-Jean-d’Arves, Saint-Julien-Mont-Denis, Saint-Pancrace, Saint-Sorlin-d’Arves, Villarembert und Villargondran. Sein Zuschnitt entsprach einer Fläche von 356,41 km2. Er besaß vor 2015 einen anderen INSEE-Code als heute, nämlich 7325.

## Veränderungen im Gemeindebestand seit der landesweiten Neuordnung der Kantone
2019: Fusion Hermillon, Le Châtel und Pontamafrey-Montpascal → La Tour-en-Maurienne
2017: Fusion Montaimont, Montgellafrey und Saint-François-Longchamp → Saint François Longchamp

## Politik
| Vertreter im Départementsrat | Vertreter im Départementsrat | Vertreter im Départementsrat |
| Amtszeit                     | Namen                        | Partei                       |
| ---------------------------- | ---------------------------- | ---------------------------- |
| 2001–2015                    | Pierre-Marie Charvoz         | DVD                          |
| 2015–                        | Pierre-Marie Charvoz         | UDI                          |
| 2015–                        | Monique Chevallier           | LR                           |